# Flaxton (North Yorkshire)
Flaxton è un villaggio e parrocchia civile dell'Inghilterra, appartenente alla contea del North Yorkshire.